# Балабанова Ганна Сергіївна
Ганна Сергіївна Балабанова (10 грудня 1969, Вінниця) — українська веслувальниця, призер Олімпійських ігор.
Ганна Балабанова тренувався в спортивному клубі Українського Флоту, херсонському «Динамо», вінницькому «Спартаку».
Олімпійську медаль вона виборола на афінській Олімпіаді в складі байдарки-четвірки збірної України на дистанції 500 метрів.